# آردی مکینلی
آردی مکینلی (انگلیسی: Ardie McInelly؛ زادهٔ ۲ سپتامبر ۱۹۵۹) بازیکن بسکتبال، سرمربی (بسکتبال)، و آموزگار اهل ایالات متحده آمریکا است.